# Ernst Meckelburg
Ernst Meckelburg (* 9. April 1927 in Hanau; † 29. August 2008 ebenda) war ein deutscher Journalist und Buchautor.

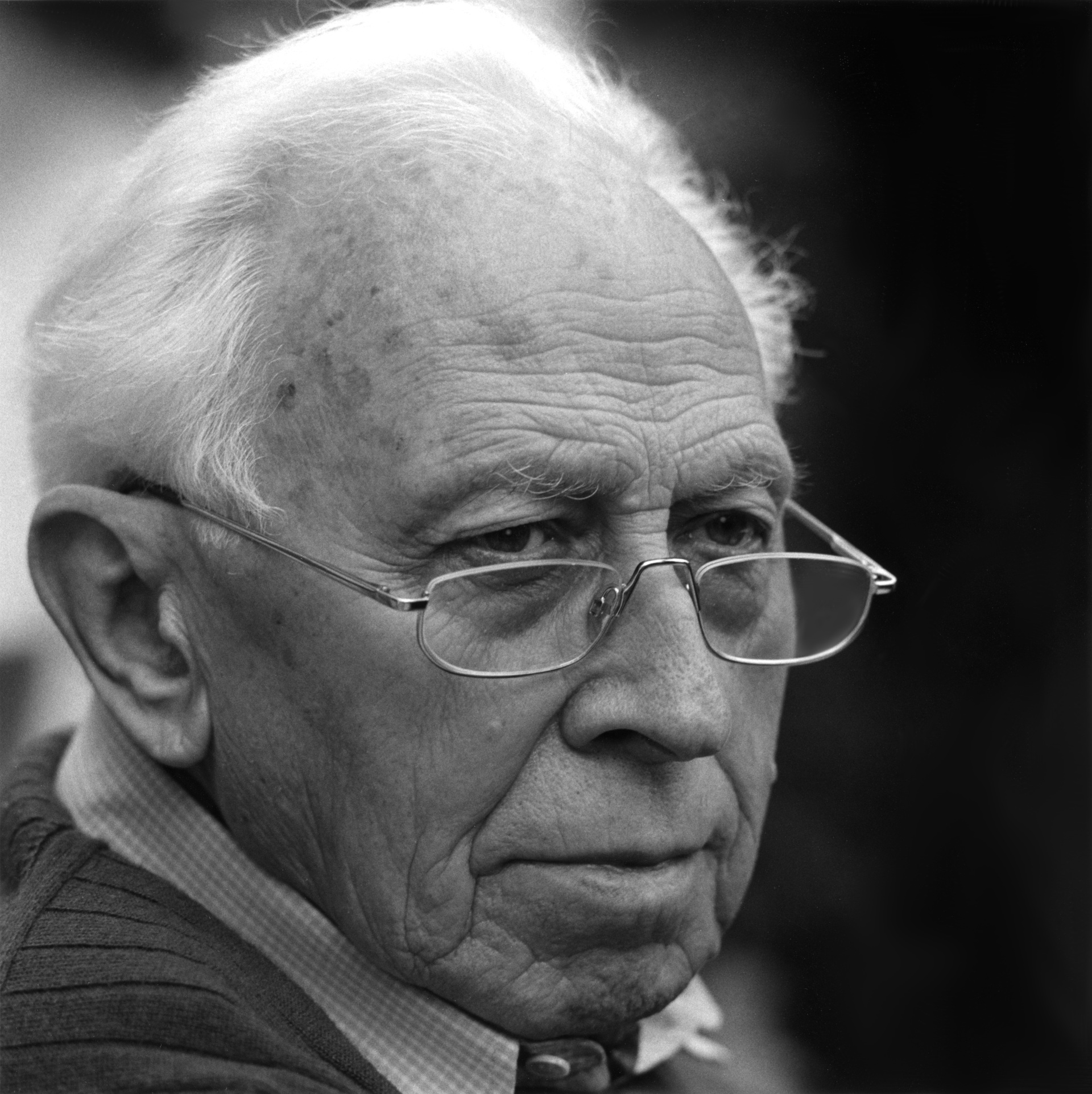
Bildnis des Autors, 2005

## Leben
Ernst Meckelburg besuchte Schulen in Hanau und – kriegsbedingt – in Gelnhausen, wo er das Abitur ablegte. Er war 35 Jahre lang Mitarbeiter eines Hanauer Industriekonzerns, wo er als Koordinator für technisches Marketing wirkte und auf seinem Spezialgebiet, der Werkstoff- und Oberflächentechnik forschte. Über diese Themen verfasste er für Fachzeitschriften Beiträge und redigierte solche. Darüber hinaus betrieb er eine eigene Agentur, die Interessierte mit der Fachpresse in Verbindung brachte.
Bekannt wurde er der Öffentlichkeit durch seine Buch- und Fachveröffentlichungen zu grenzwissenschaftlichen und parapsychologischen Themen. Seine Werke wurden u. a. im Scherz Verlag und im Langen Müller Verlag veröffentlicht. Im Jahr 1997 wurde ihm der Preis für Epipsychologie der Dr.-Andreas-Hedri-Stiftung in Bern verliehen.
Er starb an Komplikationen nach Herzoperation und fand seine letzte Ruhestätte auf dem Friedhof von Hanau-Kesselstadt.

## Werke

### Technische Werke
- Werkstoffe und Konstruktionsprobleme beim Bau von Hochleistungsflugkörpern, Raketen und Raumfahrzeugen. Probst und Meiner, Coburg, 1968.
- Korrosionsverhalten von Werkstoffen: eine tabellarische Übersicht. VDI-Verlag, Düsseldorf, 1990, ISBN 3-18-400937-8.

### Grenzwissenschaftliche Werke
- Der Überraum, Expedition ins Unfaßbare: Aufhellung der Para-Phänomene durch die Entdeckung der neuen Dimension. Hermann Bauer Verlag, Freiburg i. Br., 1978, ISBN 3-7626-0213-1.
- Besucher aus der Zukunft: Durch die Mauer der Zeit in die vierte Dimension. Scherz-Verlag, Bern/München, 1980, ISBN 3-502-13470-7.
- Geheimwaffe PSI: Psychotronik. Scherz-Verlag, Bern/München, 1984, ISBN 3-502-18471-2.
- Psycholand: Erfahrungen jenseits des naturwissenschaftlich Erklaerbaren. Ullstein Verlag, Frankfurt (Main) / Berlin, 1986, ISBN 3-548-34328-7.
- Zeittunnel: Reisen an den Rand der Ewigkeit. Langen-Mueller, München, 1991, ISBN 3-7844-2369-8.
- Transwelt: Erfahrungen jenseits von Raum und Zeit. Langen-Mueller, München, 1992, ISBN 3-7844-2424-4.
- Ken Webster: Die vertikale Ebene: Das Geheimnis der Dodleston-Botschaften. Zweitausendeins, Frankfurt am Main, 1993, ISBN 3-86150-014-0 (Vorwort).
- Traumsprung: Vorkommnisse aus der Überwelt. Langen-Mueller, München, 1993, ISBN 3-7844-2441-4.
- Zeitschock: Invasion aus der Zukunft. Langen-Mueller, München, 1993, ISBN 3-7844-2462-7.
- PSI-Agenten: Die Manipulation unseres Bewußtseins. Langen-Mueller, München, 1994, ISBN 3-7844-2513-5.
- Unheimlich, Unglaublich, Ungeheuerlich: Begebenheiten der übersinnlichen Art. Ullstein Verlag, Frankfurt (Main) / Berlin, 1995, ISBN 3-548-40088-4.
- Hyperwelt: Erfahrungen aus dem Jenseits. Langen-Mueller, München, 1995, ISBN 3-7844-2555-0.
- „Die Titanic wird sinken“ und andere Vorhersagen und Vorfälle aus der Welt des Übersinnlichen. Langen-Mueller, München, 1997, ISBN 3-7844-2707-3.
- Jürgen Grasmück (Hrsg.): Dimension XY: Sensationelle Erlebnisse zwischen Diesseits und Jenseits. Grasmück, Altenstadt, 1999, ISBN 3-931723-05-4 (Konzept und Vorwort).
- Jenseits der Ewigkeit: Wie man die Zeit manipuliert. Selbstversuche und Erfahrungen. Langen-Mueller, München, 2000, ISBN 3-7844-2774-X.
- Wir alle sind unsterblich: Der Irrtum mit dem Tod. Langen-Mueller, München, 2001, ISBN 3-784-42611-5.
- Das geheime Leben der Tiere: Ihre unglaublichen Fähigkeiten, Leistungen, Intelligenz und magischen Kräfte. Langen-Mueller, München, 2003, ISBN 3-784-42904-1.
- Aus dem Jenseits zurück: Beweise für das Leben danach.  Langen-Mueller, München, 2005, ISBN 3-784-43000-7.
- Zeit Experimente: Wissenschaftler durchbrechen die Zeitschranke. Michaels-Verlag, Peiting, 2007, ISBN 3-89539-491-2.
- Ewiges Bewusstsein: Geistiges steuert Lebens- und Überlebensprozesse. CO'MED Verlagsgesellschaft, Hochheim, 2007, ISBN 3-934672-19-1.